# Pjotr Lesjtjenko
Pjotr Konstantinovitj Lesjtjenko (russisk: Пётр Константи́нович Ле́щенко, tr. Pjotr Konstantínovitj Lésjtjenko; rumænsk: Petre Leșcenco; født i 2. juni 1898 i Isaivska, Kherson guvernement, Det Russiske Kejserrige (nu Odessa oblast, Ukraine), død 16. juli 1954 i Târgu Ocna, Socialistiske Republik Rumænien) var en russisk/sovjetisk sanger, der blev betragtet som kongen af russisk tango.
Under første verdenskrig, flyttede hans mor og stedfar til et område, der senere blev annekteret af Rumænien (i dag Moldova). Lesjtjenko talte en række sprog, bl.a. russisk, ukrainsk, rumænsk og tysk. I hans tidlige barndom sang han i kirkekor og lærte at spille guitar og balalajka.
Lesjtjenko optrådte for de "hvide" (anti-bolsjevikiske) russiske emigranter på sin egen "Lesjtjenko" cabaret i Bukarest (kaldet "Østens Maxim's"). Den første del af hver forestilling ville typisk være dedikeret til gypsy musik, men under anden del var Lesjtjenko klædt i en smoking, med et hvidt silkelommetørklæde og sang og dansede argentinsk tango. Som "hvid emigrant" blev hans optræden forbudt i Sovjetunionen.
Under anden verdenskrig i oktober 1941 blev Pjotr Lesjtjenko beordret til at gøre tjeneste i den rumænske hær, der var allieret med nazi-tyskland, men forsøgte at unddrage sig under forskellige påskud og fortsatte med at optræde. Efter tre indkaldelser blev han stillet for en militær domstol for desertering, men blev frikendt. I december 1941 efter den nazi-tyske/rumænske besættelse af Odessa, optrådte Lesjtjenko flere gange i den besatte by. Under prøverne i Odessa mødte han Vera Georgijevna, som han blev hovedkuls forelsket i. Vera var 19 år, 25 år yngre end Pjotr Lesjtjenko, og var elev på Odessa musikkonservatorie.
Skilsmissen fra hans første hustru, Zinaida Zakitt, udartede sig til en skandale. I april 1943 formår han nok engang at unddrage sig en indkaldelse ved at få lavet en blindtarmsoperation, der ikke har brug for, og bliver i stedet udkommanderet til at optræde for den rumænske hær. Endelig i oktober 1943 får han ordre om at bestyre den rumæske besættelsetroppers officersmesse i Kertj. Han er i Kertj indtil marts 1944, da hans regiment måtte retirere fra Krim.
Da Rumænien skiftede side under anden verdenskrig og den sovjetiske hær befriede Rumænien, blev Lesjtjenko protege af Ivan Nikolajevitj Burenin, den militære chef for den Røde Hærs garnison i Bukarest. Nogle kilder mener, at dette skyldes, at marskal Georgij Zjukov var en hemmelig beundrer af hans musik.
I 1951, en uge efter at have modtaget et officielt brev, der gav dem tilladelse til at bosætte sig i Sovjetunionen, blev Pjotr og hans kone Vera anholdt af det rumænske politi. Vera blev udleveret til Sovjetunionen, hvor hun blev dømt til tvangsarbejde til dels for at gifte sig med en udlænding, og Pjotr blev sendt til et rumænsk fængsel nær Bukarest. Lesjtjenko deltog, sammen med en lang række andre politiske fanger, i opbygningen af Donau-Sortehavskanalen.
Efter Josef Stalins død omkom Pjotr på et fængselshospital i Târgu Ocna den 16. juli 1954. Hans kone Vera døde den 18. december 2009, i en alder af 86 år. I 1981 markeredes Lesjtjenkos 90 års fødselsdag med artikler i forskellige sovjetiske aviser og flere radioprogrammer var dedikeret til hans minde.